# Arthrosaura reticulata
Arthrosaura reticulata är en ödleart som beskrevs av O’Shaughnessy 1881. Arthrosaura reticulata ingår i släktet Arthrosaura och familjen Gymnophthalmidae. Inga underarter finns listade i Catalogue of Life.
Arten förekommer i norra Sydamerika söderut till centrala Brasilien och Bolivia. Honor lägger ägg.